# Porosaari (ö i Finland, Södra Savolax, S:t Michel)
Porosaari är en ö i Finland. Den ligger i sjön Kyyvesi och i kommunen Sankt Michel i den ekonomiska regionen  S:t Michel och landskapet Södra Savolax, i den södra delen av landet, 230 km nordost om huvudstaden Helsingfors. Öns area är 53,5 hektar och dess största längd är 1,8 kilometer i sydöst-nordvästlig riktning.